# 6S4S
6S4S (ros. 6С4С) – lampa elektronowa, trioda bezpośrednio żarzona produkcji radzieckiej. Często  stosowana jako lampa końcowa (mocy) w amatorskich wzmacniaczach audio. Amerykańskim odpowiednikiem tej lampy jest 6B4G .

## Dane techniczne
Żarzenie:
- napięcie żarzenia  6,3 V
- prąd żarzenia   1 A

| Parametr                        | Wartość  |
| ------------------------------- | -------- |
| napięcie anodowe                | 250 V    |
| prąd anodowy                    | 62 mA    |
| nachylenie charakterystyki (Sa) | 5,4 mA/V |
| napięcie siatki                 | -45 V    |
| współczynnik amplifikacji (Ka)  | 4,15 V/V |

| Parametr               | Wartość |
| ---------------------- | ------- |
| napięcie anodowe       | 360 V   |
| moc tracona na anodzie | 15 W    |
| prąd katodowy          | 90 mA   |